# كلوديا ألكسندر
كلوديا جوان ألكسندر (بالإنجليزية: Claudia Joan Alexander)‏ ‏ (1959-2015) هي عالمة أبحاث أمريكية مُتخصصة في مجال فيزياء الأرض وَعلم الكواكب. عَملت كلوديا في وكالة الماسح الجيولوجي الأمريكي وَفي مختبر الدفع النفاث الخاص بناسا، وهي آخر مدير مُشروع لمهمة المسبار الفضائي غاليليو الخاص بناسا والتي تهدف إلى الوصول للمشتري، وحتى وقف وفاتها عملت كمديرة للمشروع وكعالمة ناسا في وكالة الفضاء الأوروبية فيما يخص مهمة مسبار روزيتا لدراسة المذنب تشوري.
بالإضافة إلى عملها العِلمي، فقد قامت كلوديا بكتابة كُتب خيال علمي وَقصص للأطفال.

## بداية حياتها
ولدت ألكسندر في فانكوفر، كولومبيا البريطانية، كندا. كانت والدة ألكساندر هي جايليل جوستينا ويليامز ألكساندر (1929-2017)، وهي أمينة مكتبة مؤسسة في شركة إنتل. كان والد ألكساندر هو هارولد ألفريد ألكساندر (1917-2010)، أخصائي خدمة اجتماعية. كان لألكساندر شقيقين هما سوزان وديفيد. نشأت ألكساندر مع والدتها في سانتا كلارا، كاليفورنيا.
أرادت ألكساندر أن تُصبح صحفيةً لكن والديها - اللذان كانا يدفعان مقابل تعليمها - أرادا أن تصبح مهندسة. بعد حصولها على عملٍ صيفي في مركز أميس للأبحاث، أصبحت مهتمة بعلم الكواكب. على الرغم من أنه تم التعاقد معها للعمل في القسم الهندسي، إلا أنها كانت تتسلل إلى قسم العلوم حيث اكتشفت أنها لم تكن جيدة في عملها هناك فحسب، ولكن كان ذلك أسهل وأكثر متعة لها مما توقعت.

## تعليمها
في عام 1983، حصلت ألكساندر على درجة البكالوريوس من جامعة كاليفورنيا، بيركلي في علم الجيوفيزياء، حيث اعتقدت أنّ ذلك سيزودها بخلفيةٍ جيدة لتصبح عالمة كواكب. حصلت ألكساندر على درجة الماجستير من جامعة كاليفورنيا في لوس أنجلوس في الجيوفيزياء وفيزياء الفضاء في عام 1985. استخدمت أطروحة الماجستير الخاصة بها بيانات مركبة بايونير المدارية لكوكب الزهرة لدراسة تغيرات الدورة الشمسية في الأشعة فوق البنفسجية الشديدة للغلاف الأيوني لكوكب الزهرة وتفاعلها مع الرياح الشمسية. حصلت على درجة الدكتوراه في علم الغلاف الجوي والمحيطات والفضاء، متخصصةً في فيزياء البلازما الفضائية، من جامعة ميشيغان في عام 1993.
عملت ألكساندر في هيئة المسح الجيولوجي في الولايات المتحدة الأمريكية لدراسة الصفائح التكتونية وفي مركز أبحاث أميس لرصد أقمار المشتري، قبل الانتقال إلى مختبر الدفع النفاث التابع لناسا في عام 1986.عملت كمنسقة علمية لأداة موجات البلازما على متن مركبة غاليليو الفضائية قبل أن تصبح مديرة المهمة في مرحلتها النهائية. اكتشفت المهمة 21 قمراً جديداً لكوكب المشتري ووجود غلاف جوي لقمر جانيميد. جعل اكتشاف الغلاف الجوي لذلك القمر، «غلاف خارجي مرتبط بالسطح» بصورة أكثر دقة، العلماء يعيدون التفكير في افتراضاتهم بأن جانيميد كان قمراً غير نشط. كانت مديرة المشروع الأخيرة للمهمة، وأشرفت على غوص المركبة الفضائية في الغلاف الجوي لكوكب المشتري في نهاية المهمة في عام 2003.
عملت ألكساندر كباحثة في مواضيع متنوعة، بما في ذلك: الفيزياء الداخلية وتطور المذنبات، وكوكب المشتري وأقماره، والأغلفة المغناطيسية، والصفائح التكتونية، وبلازما الفضاء، وانقطاعات الرياح الشمسية وتوسعها، وكوكب الزهرة. عملت أيضاً مع فريق مهمة كاسيني إلى زحل كمنسقة علوم. كتبت وشاركت في تأليف 14 ورقة عليمة. 
كانت مدافعة قوية عن النساء والأقليات في مجالات العلوم والتكنولوجيا والهندسة والرياضيات ومتحدثة علوم متحمس. في شهر أبريل عام 2015، قدمت محاضرة تيدكس في كلية كولومبيا في شيكاغو، بعنوان «الطبيعة المقنعة للحركة والحالة الغريبة للتعليم في الطفولة،» موضحةً نهجها في تعليم الأطفال عن العلوم. كما قامت بتوجيه العديد من الشباب والشابات، خاصةً الفتيات الصغيرات ذوات البشرة الملونة، لتشجيعهم على الانخراط بالعلوم.
من عام 2000 حتى وقت وفاتها، عملت ألكساندر كعالمة في دور وكالة ناسا في مهمة روزيتا Rosetta، مهمة وكالة الفضاء الأوروبية للهبوط على 67بي/تشوريوموف-جيراسيمنكو ودراسته. كانت مسؤولة في المهمة عن ثلاث أدواتٍ علمية تبلغ قيمتها 35 مليون دولار، لجمع بيانات مثل درجة الحرارة [2] من على متن المركبة الفضائية. أشرفت أيضاً على الدعم الفني للتتبع والملاحة للمركبة الفضائية عبر شبكة الفضاء السحيق التابعة لناسا.

## حياتها خارج إطار مهنتها
بالإضافة إلى عملها العلمي، كانت ألكساندر شغوفة بالكتابة. كتبت كتب للأطفال، بما في ذلك بعض كتب سلسلة «نوافذ إلى المغامرة،» وكتاب «أي الجبال هو الأعظم؟،» وكتاب «نوافذ إلى نجمة الصباح.» كتبت أيضاً عن الخيال العلمي وكانت عضوةً في رابطة كتاب الرومانسية الأمريكية.  بالإضافة إلى ذلك، استخدمت مهاراتها في الكتابة للمساهمة في شغفها الآخر، رياضة التنس، حيث كتبت في مدونة بليتشار ريبورت للتنس. كما استمتعت أيضاً بالسفر وركوب الخيل. 

## جوائزها
في عام تخرجها من جامعة ميشيغان، حصلت على لقب «امرأة العام في العلاقات الإنسانية في جامعة ميشيغان،» وفي عام 2002، حصلت على جائزة الخريجين المتميزين في علوم الغلاف الجوي والمحيطات والفضاء.
في عام 2003، حصلت ألكساندر على «جائزة الزمرد للسيدات الملونات في مجال البحوث والهندسة» من قبل مجموعة الاتصالات المهنية –ناشر مجلة المهندس الأسود وتكنولوجيا المعلومات–في المؤتمر الوطني لعلوم وتكنولوجيا أبحاث النساء ذوات البشرة الملونة.
تم إنشاء منحة باسم كلوديا ألكساندر لطلاب البكالوريوس في جامعتها الأم في عام 2007 من قبل عمها، جيلز ويليامز. تدعم المنحة الطلاب المحتاجين المتخصصين في علوم المناخ والفضاء والهندسة في كلية الهندسة بجامعة ميشيغان.
[17] كانت ألكساندر عضوةً في الاتحاد الجيوفيزيائي الأمريكي - حيث شغلت منصب رئيسة اللجنة الفرعية للتنوع العرقي - ورابطة علماء الجيولوجيا النساء، حيث حصلت على لقب «امرأة العام.»
في عام 2015، قام علماء من مهمة روزيتا التابعة لوكالة الفضاء الأوروبية بتكريم زميلتهم المتوفى عن طريق تسمية معلمٍ سطحي على هدف المهمة، مذنب 67بي/تشوريوموف-جيراسيمنكو. سمي هذا المعلم الذي يُشبه البوابة باسم بوابة ألكسندر.

## حياتها الشخصية ووفاتها
قالت ألكسندر: «كنت فتاة وحيدة للغاية. كنت الفتاة السوداء الوحيدة في مدرسة مليئة بالبيض وقضيت الكثير من الوقت مع نفسي - مع مخيلتي. لقد تحسنت نفسي مع تقدمي في السن، وكنت مصممة على تكوين صداقات. أعتقد أنني خرجت من تلك التجربة واثقةً من قدرتي على تكوين صداقات أينما ذهبت.»
كان لدى ألكسندر الكثير من الأصدقاء في الكلية. قالت: «عندما كنت في مرحلة البكالوريوس في جامعة كاليفورنيا في بيركلي، أحببت التسكع في المقاهي - ما زلت أستمتع بالعمل في المقاهي؛ لقد تعلمت أنّ الدماغ يحب العمل في بيئة يشعر فيها بأنه مرتبطٌ بالإنسانية، على عكس المكتبات مثلاً التي تتميز بصمت القبور. عندما كنت في مرحلة الدراسات العليا، كنت أذهب لركوب الخيل كل يوم أحد في فصل الشتاء، وأحببت ذلك حقاً. كنا نذهب لصيد الثعالب لكننا لم نصطد واحداً قط... هذا غير كفء للغاية! كنت أيضاً أركب السيارة وأذهب للتخييم دون تخطيط - لأكون بالقرب من الطبيعة ومناظر ورائحة الغابة! كانت أفضل ذكرياتي في كلية الهندسة في ميشيغان هي البقاء مستيقظاً طوال الليل مع أصدقائي للجدال حول من سيقدم أكثر للبشرية من خلال أبحثنا التي كنا نجريها! لقد كان وقتاً رائعاً في حياتي - تعتبر الكلية سبباً مهماً وراء استمتاعي المستمر.»

## الوفاة
تُوفيت كلوديا في 11 يوليو عام 2015 في مدينة أركاديا في كاليفورنيا، وذلك بعد صِراع مع سرطان الثدي استمر لمدة 10 سنوات.

## روابط خارجية
- فيديو الشخص الأول: كلوديا ألكسندر على موقع مختبر الدفع النفاث التابع لناسا.
- كلوديا ألكسندر: كن مستعداً لتكون مرناً في حياتك المهنية (مقابلة مع كلوديا حول النساء في علوم الكواكب).